# Газовий сепаратор

Сепараційна установка.

Газовий сепаратор (рос.газовый сепаратор, англ. gas separator; нім. Gasabscheider m, Gasseparator m, Gasabtrenapparat m) — апарат для очищення продукції газових і газоконденсатних свердловин від води, вуглеводневого конденсату і механіч. домішок.

## Загальний опис
Входить до складу установок комплексної підготовки газу (УКПГ). Г.с. встановлюється на компресорних станціях, збірних і газорозподільних пунктах, газопереробних заводах.
Г.с. комплектується приладами для контролю тиску, температури газу і рівня рідини. За принципом дії Г.с. розділяють на гравітаційні, інерційні, відцентрові і змішаного типу; за геом. формою і положенням у просторі — на циліндричні (вертикальні, горизонтальні, похилі) і сферичні; за робочим тиском — низького (до 0,6 МПа), середнього (0,6-2,5 МПа) і високого (понад 2,5 МПа) тиску. Ефективність гравітац. Г.с. 75-90 %, інерційних — до 95…99 %. Найбільш довершені прямоточні відцентові Г.с. однопоточного і мультициклонного типів. Вони забезпечують ефективність сепарації твердих частинок 98-99,5 %. При цьому їх габарити та металоємність менші, ніж у гравітаційних й інерційних Г.с. Пропускна здатність Г.с. 0,5-15 млн м³/добу (при тиску 0,6-16 МПа, т-рі газу від 40 до 100 °C, початковому вмісті рідини 1-200 см³/м³ і гідравлічному опорі 0,01–0,05 МПа). Швидкість газу: в гравітаційних Г.с. 0,05–0,2 м/с, інерційних 0,2–1 м/с, відцентрових 1–5 м/с.
Основні напрямки підвищення ефективності сепарації і зниження металомісткості Г.с.: коагуляція аерозолю у фільтрах, сітчастій насадці та ін.; вдосконалення аеродинаміки потоку в камері сепарації, застосування апаратів колонного типу багатофункціонального призначення.

## Класифікація
Г.с. бувають автономного і секційного виконання.
Г.с., як правило, мають секції:
- попередньої сепарації (для видалення домішок);
- відстійна (для збору і відстою рідини);
- краплевловлювальна.

На промислах природного газу застосовують сепаратори різних конструкцій: вертикальні, горизонтальні і кульові з різними внутрішніми і зовнішніми пристроями.
Природний газ очищується в сепараторах від крапельок рідини (вуглеводневий конденсат, вода) і часток породи, що виносяться разом з газом зі свердловин.
За принципом дії сепаратори діляться на:
1) гравітаційні, в яких крапельки рідини і частинки породи осідають за рахунок сили ваги;
2) інерційні, в яких зазначені частинки осідають за рахунок сил інерції;
3) насадочні, в яких використовуються сили адгезії (прилипання);
4) сепаратори змішаного типу, в яких для відділення частинок і крапельок рідини використовуються всі перераховані в попередніх пунктах сили.

## Окремі різновиди
1. Гравітаційні газові сепаратори. Використання в сепараторах лише сили тяжіння осідаючих частинок призводить до того, що розміри апаратів виходять дуже великими, а тому потрібна значна витрата металу. У зв'язку з цим гравітаційні сепаратори практично не випускаються без спеціальних відбійників.
2. Інерційні газові сепаратори. У інерційних сепараторах ефект осадження із газу крапельок рідини і часток породи досягається за рахунок використання відцентрових сил. Такі сепаратори називають циклонними.
3. Насадочні газові сепаратори. Основним елементом сепараторів цього типу є насадка. На газових промислах широко поширені насадки жалюзійного типу.
4. Сепаратори змішаного типу, в яких для відділення частинок і крапельок рідини використовуються названі в попередніх пунктах сили.